# Haby Niaré
Pour les articles homonymes, voir Niaré (homonymie).
Haby Niaré, née le 26 juin 1993 à Mantes-la-Jolie, est une ancienne taekwondoïste française, vice-championne olympique en 2016 à Rio de Janeiro et championne du monde en 2013 en moins de 67 kg.

## Carrière

### Début de carrière
Haby pratique le taekwondo depuis 15 ans après avoir testé la danse hip hop.

### Carrière en Équipe de France
Les petites compétitions laissent très vite la place à l’équipe de France en 2008 avant d’intégrer l’INSEP en 2010. Après une médaille d’or et une médaille d’argent aux championnats d’Europe, Haby est devenue championne du monde en 2013 chez les -67 kg, catégorie reine de la discipline chez les femmes.
Un seul objectif pour 2015 : rester dans le Top 6 mondial (elle oscille actuellement entre la 1re et la 2e place mondiale) pour être automatiquement qualifiée pour les Jeux olympiques. Quant à 2016, est-il bien utile de le dire ? Celle que l’on considère comme la nouvelle pépite du taekwondo français, fer de lance de la nouvelle génération, vise l’or olympique et uniquement l’or. Elle n’aura alors que 23 ans.
En 2016, Haby Niaré remporte un des tournois majeurs du circuit de Taekwondo, l’Open du Qatar. Elle participe également aux Championnats européens de Taekwondo à Montreux (Suisse) où elle obtient la 3e place. Elle s’est inclinée en demi-finale (1-0) face à la Turque Nur Tatar.
En 2016, elle s'incline en finale des Jeux Olympiques et décroche la médaille d'argent en -67 kg.
Le 26 avril 2021, Haby Niaré annonce qu'elle met un terme à sa carrière sportive, à l'âge de 27 ans.
Elle entraîne pour les Jeux paralympiques d'été de 2024 les para-taekwondoïstes française Djelika Diallo, médaillée d'argent et l'afghane Zakia Khudadadi. Cette dernière décroche le bronze, remportant la toute première médaille de l'histoire de l'équipe des réfugiés aux Jeux paralympiques. 

### Vie professionnelle et associative
En janvier 2015, elle intègre le dispositif Athlètes SNCF et devient agent commercial en gare à Saint-Lazare. Elle rejoint d’autres champions de taekwondo:  Torann Mazeroi, Stevens Barclais et M'bar N'diaye

## Palmarès

### Jeux olympiques
- Médaille d'argent des -67 kg aux Jeux olympiques d'été de 2016 à Rio de Janeiro, Brésil

### Championnats du monde
- Médaille d'or des -67 kg aux Championnats du monde 2013 à Puebla, Mexique

### Championnats d'Europe
- Médaille d'or des -62 kg aux Championnats d'Europe 2010 à Saint-Pétersbourg, Russie
- Médaille d'argent des -67 kg aux Championnats d'Europe 2012 à Manchester, Angleterre
- Médaille d'argent des -67 kg aux Championnats d'Europe 2014 à Bakou, Azerbaïdjan
- Médaille de bronze des -67 kg aux Championnats d'Europe 2016 à Montreux, Suisse

### Championnats de France
- Médaille d'or des -67 kg en 2019
- Médaille d'or des -67 kg en 2016
- Médaille d'or des -67 kg en 2015
- Médaille d'or des -67 kg en 2014
- Médaille d'or des -67 kg en 2013
- Médaille d'or des -67 kg en 2012

### Autres compétitions
- Médaille d'argent à l'Open de Riga en 2018

## Distinctions
- Chevalier de l'ordre national du Mérite le 1er décembre 2016[5]